# Ramir Reig i Armero
Ramir Reig i Armero   (Xàtiva, 1936 - València, 20 de maig de 2018) va ser un sacerdot, historiador i lluitador antifranquista valencià. Va ser membre de l'executiva de Comissions Obreres al País Valencià i professor d'història a la Universitat de València, especialitzat en història social, en història de l'empresa i en la figura de Vicent Blasco Ibáñez, del qual fou biògraf.
Va ser un referent de la cultura valenciana i de les lluites pels drets socials i democràtics al País Valencià. Va publicar Obrers i ciutadans. Blasquisme i moviment obrer (1982) i Blasquistas y clericales. La lucha por la ciudad en la València en 1900 (1986), on abordava la relació entre el republicanisme blasquista i la formació del moviment obrer, i Vicente Blasco Ibáñez (2002)